# Jenny Frost
Jennifer Frost (Wallasey, 22 februari 1978) is een Brits popzangeres en voormalig model, die ook als dj werkt.

## Biografie
Ze begon haar muzikale carrière in de meidenband Precious, die als Britse vertegenwoordiger meedeed aan het Eurovisiesongfestival in 1999, met "Say It Again". Het liedje flopte op het festival, maar het werd een succes in de UK Singles Chart. De daaropvolgende singles werden matig ontvangen en Frost verving vervolgens in 2001 Kerry Katona in Atomic Kitten. De eerste single in de nieuwe samenstelling werd de eerste nummer 1 van de groep, "Whole Again".
Nadat Atomic Kitten voorlopig stopte ging Frost solo verder. Op 10 oktober 2005 verscheen haar eerste single "Crash Landing", die op nummer 47 kwam in de Britse singlehitlijst.
Voor de BBC presenteerde ze de eerste vier seizoenen van het make-underprogramma Snog Marry Avoid? (2008-2011).

### Privéleven
Frost heeft een zoon met haar ex-verloofde. In 2011 trouwde ze met een Spaanse duikinstructeur en samen met hem heeft ze een tweeling, twee dochters.

## Discografie

### Albums
| Album met eventuele hitnotering(en) in de Nederlandse Album Top 100 | Datum van verschijnen | Datum van binnenkomst | Hoogste positie | Aantal weken | Opmerkingen     |
| ------------------------------------------------------------------- | --------------------- | --------------------- | --------------- | ------------ | --------------- |
| Solo                                                                |                       |                       |                 |              |                 |
| nog niet verschenen                                                 |                       |                       |                 |              |                 |
| Met Precious                                                        |                       |                       |                 |              |                 |
| Precious                                                            | 2000                  |                       | -               |              |                 |
| Met Atomic Kitten                                                   |                       |                       |                 |              |                 |
| Right Now                                                           | 8-6-2001              |                       | unk             |              | Heruitgave      |
| Feels So Good                                                       | 9-9-2002              |                       | unk             |              |                 |
| Atomic Kitten                                                       | 22-4-2002             |                       | nvt             |              | Alleen in de VS |
| Ladies Night                                                        | 10-11-2003            |                       | unk             |              |                 |
| Greatest Hits                                                       | 5-4-2004              |                       | unk             |              |                 |
| The Collection                                                      | 2-5-2005              |                       | nvt             |              | Alleen in GB    |

### Singles
| Single met eventuele hitnotering(en) in de Nederlandse Top 40 | Datum van verschijnen | Datum van binnenkomst | Hoogste positie | Aantal weken | Opmerkingen         |
| ------------------------------------------------------------- | --------------------- | --------------------- | --------------- | ------------ | ------------------- |
| Solo                                                          |                       |                       |                 |              |                     |
| "Bad Girl"                                                    | onb                   |                       | -               |              | Nog niet verschenen |
| Crash Landing                                                 | 10/10/2005            |                       | -               |              | Alleen in GB        |
| Met Precious                                                  |                       |                       |                 |              |                     |
| Say It Again                                                  | 4/7/1999              |                       | -               |              |                     |
| Rewind                                                        | 2000                  |                       | -               |              | Niet in NL          |
| Its Gonna Be My Way                                           | 2000                  |                       | -               |              | Niet in NL          |
| New Beginning                                                 | 2000                  |                       | -               |              | Niet in NL          |
| Met Atomic Kitten                                             |                       |                       |                 |              |                     |
| Whole again                                                   | 29/1/2001(1)          | 1/4/2001              | 1               | 19           |                     |
| Eternal flame                                                 | 23/7/2001             | 11/8/2001             | 9               | 9            |                     |
| You are                                                       | 26/11/2001            | 9/12/2001             | 31              | 4            |                     |
| It's OK!                                                      | 10/7/2002             | 31/5/2002             | 21              | 6            |                     |
| The tide is high (get the feeling)                            | 16/9/2002             | 27/8/2002             | 3               | 17           |                     |
| The last goodbye                                              | 25/12/2002            | 13/12/2002            | 13              | 9            |                     |
| Be with you                                                   | 24/2/2003             | 21/3/2003             | 27              | 5            |                     |
| Love doesn't have to hurt                                     | 31/3/2003             |                       | tip             |              |                     |
| If you come to me                                             | 27/9/2003             | 7/11/2003             | 15              | 6            |                     |
| Ladies night (feat. Kool & The Gang)                          | 26/1/2004             | 28/1/2004             | 15              | 4            |                     |
| Someone Like Me/Right Now 2004                                | 29/3/2004             |                       | nvt             |              | Alleen in GB        |
| Cradle 2005                                                   | 14/2/2005             |                       | nvt             |              | Alleen in GB        |

(1) Verschijningsdatums zijn de Britse datums. Waarschijnlijk later in Nederland uitgebracht.